# Sarkis Balyan
 (juin 2021).
Sarkis Balyan (en arménien : Սարգիս Պալեան), né en 1835 et mort 1899 à Constantinople, est un architecte ottoman arménien, membre de la famille Balyan.

## Biographie
Sarkis Balyan naît en 1835, second fils de Garabet Amira Balyan.
En 1847, il retourne étudier l'architecture au Collège Sainte-Barbe, qu'il avait dû quitter deux ans plus tôt en raison de l'état de santé de son frère. Après trois années passées dans cet établissement, il intègre l'Académie des Beaux-Arts.
En revenant à Constantinople, il commence à travailler avec son père et son frère Nigoğayos. Malgré le décès de ces deux derniers, il continue sa carrière avec son jeune frère Hagop. Sarkis gagne une renommée plus importante que Hagop car il construit les structures que son frère conçoit. Sarkis est donc connu comme l'architecte de nombreux édifices.
Décrit comme un travailleur rapide et prolifique, sa vie professionnelle est interrompue par la mort de Hagop en 1875 et l'accession au trône de l'Empire ottoman du Sultan Abdülhamid II. En raison d'accusations politiques, il est exilé de force en Europe pendant 15 ans, mais peut finalement revenir au pays par le biais d'Hagop Kazazian Pacha, homme de gouvernement influent.
Intéressé par toutes les branches des beaux-arts, il soutient des écrivains, des musiciens et des acteurs de théâtre arméniens. Il fut un membre de l'Assemblée du Patriarcat arménien.
Sarkis est récompensé par le titre de Ser Mimar (Chef architecte de l'Empire ottoman).
Il meurt en 1899 à Constantinople.

## Principales réalisations
Les principaux travaux de Sarkis incluent :
- Le palais de Beylerbeyi, en collaboration avec son père Garabet Balyan (1861-1865).
- Le Kiosque de Malte (1870).
- Les ajouts du palais Çırağan (1863-1871).
- La Tour de l'Horloge de Dolmabahçe.
- Le Ministère de la Guerre (aujourd'hui l'Université Technique d'Istanbul).
- L'École Impériale de Médecine (aujourd'hui le lycée de Galatasaray).
- L'Arsenal Maçka (aujourd'hui la Faculté des Mines de l'Université Technique d'Istanbul).

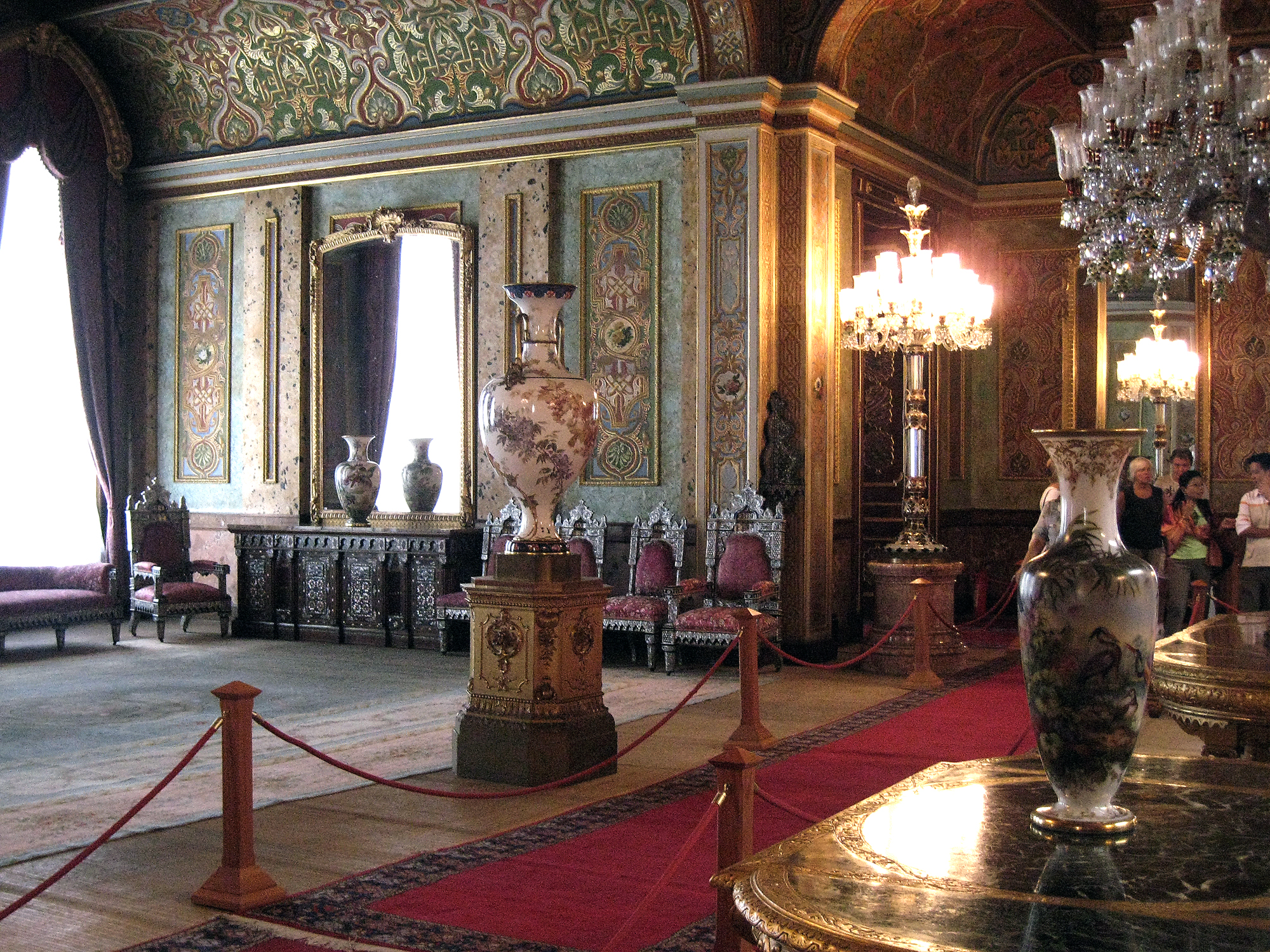
Le palais de Beylerbeyi, vue intérieure.
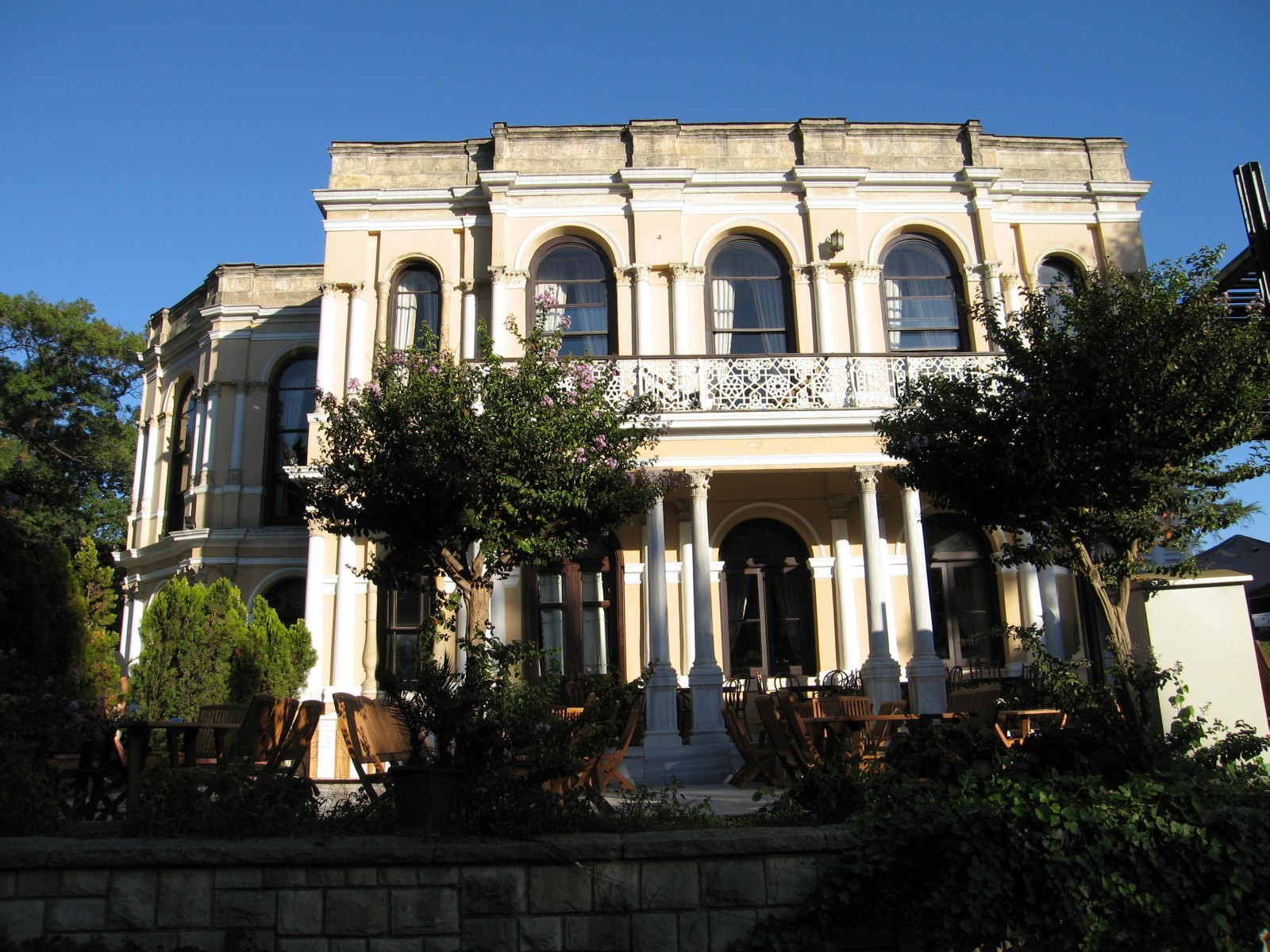
Le Kiosque de Malte.
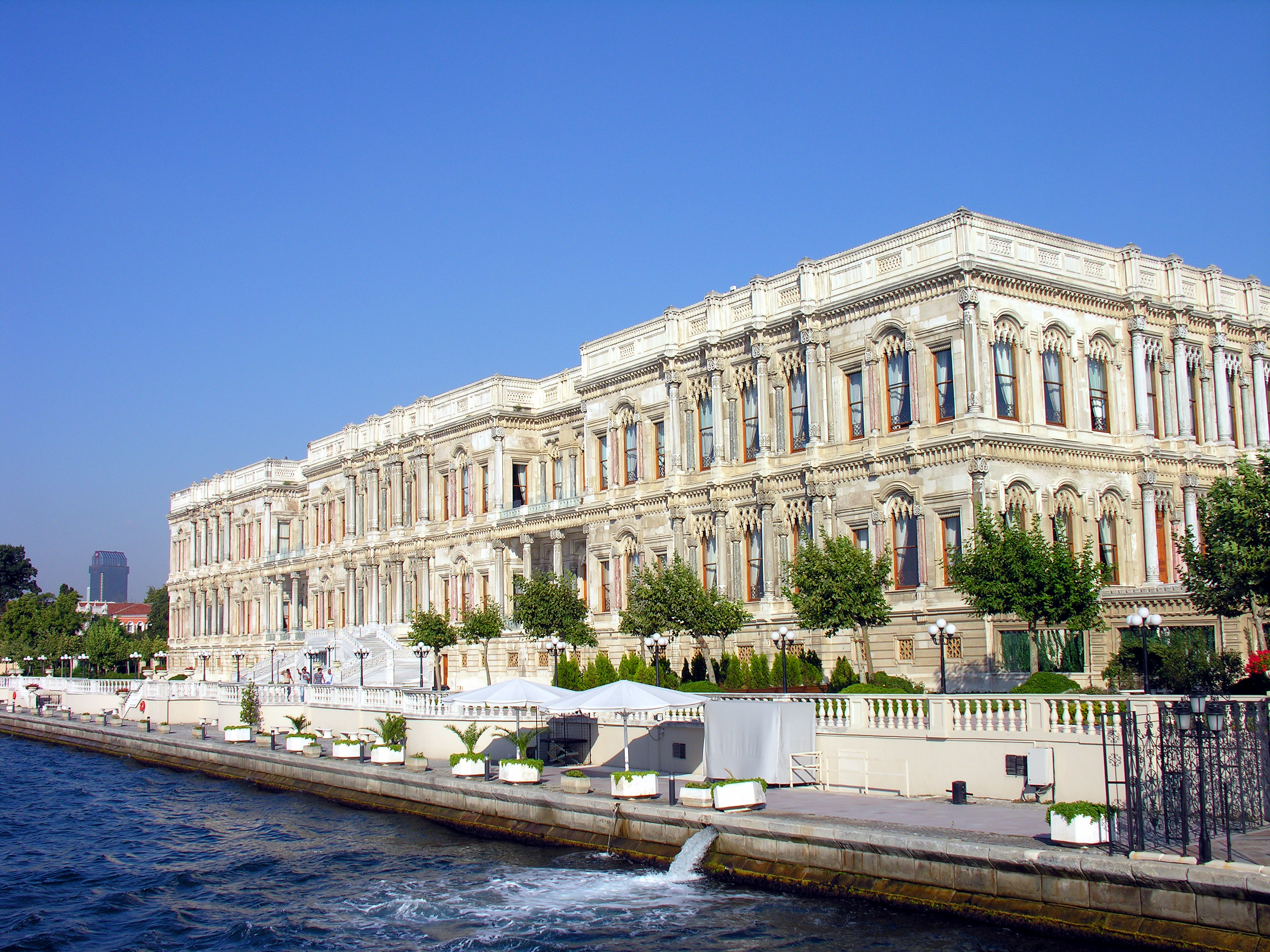
Le palais Çırağan.
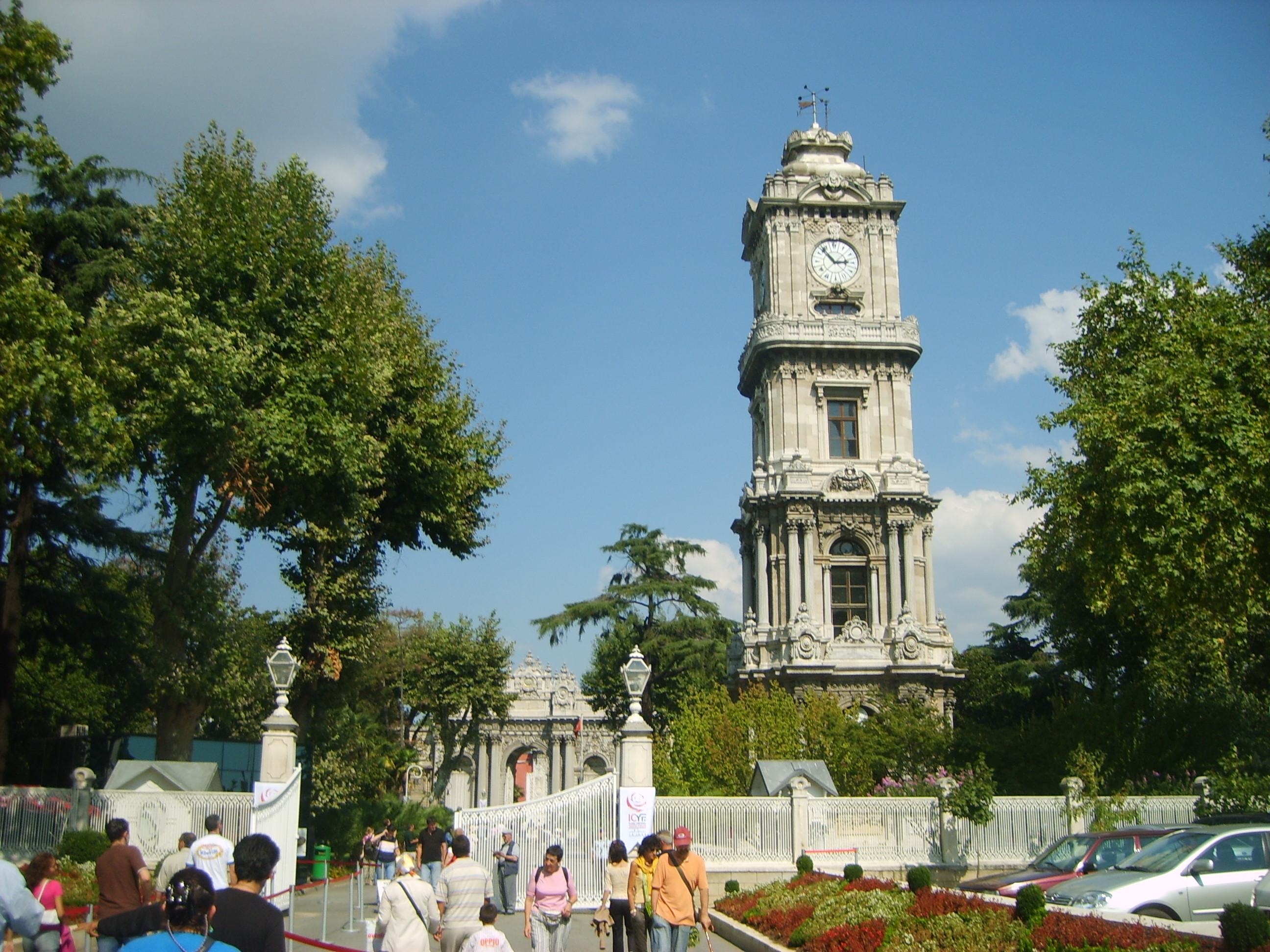
La Tour de l'Horloge de Dolmabahçe.